# نیکولای نیکیتین
 نیکولای نیکیتین (انگلیسی: Nikolai Nikitin؛ ۱۵ دسامبر ۱۹۰۷ – ۳ مارس ۱۹۷۳) یک معمار، مهندس، و مهندس عمران اهل روسیه بود.